# Dan Adams
Dan Adams (Fairfax, 20 ottobre 1984) è un ex giocatore di football americano e personaggio televisivo statunitense, che ha giocato come linebacker.
Dopo aver giocato per la squadra universitaria dei Holy Cross Crusaders termina la carriera nel football americano e avvia quella televisiva.

## Palmarès
- 1 Mondiale (2007)